# Duellmanohyla schmidtorum
Duellmanohyla schmidtorum är en groddjursart som först beskrevs av Stuart 1954.  Duellmanohyla schmidtorum ingår i släktet Duellmanohyla och familjen lövgrodor. IUCN kategoriserar arten globalt som sårbar. Inga underarter finns listade i Catalogue of Life.